# Dawid Iwanowitsch Grimm

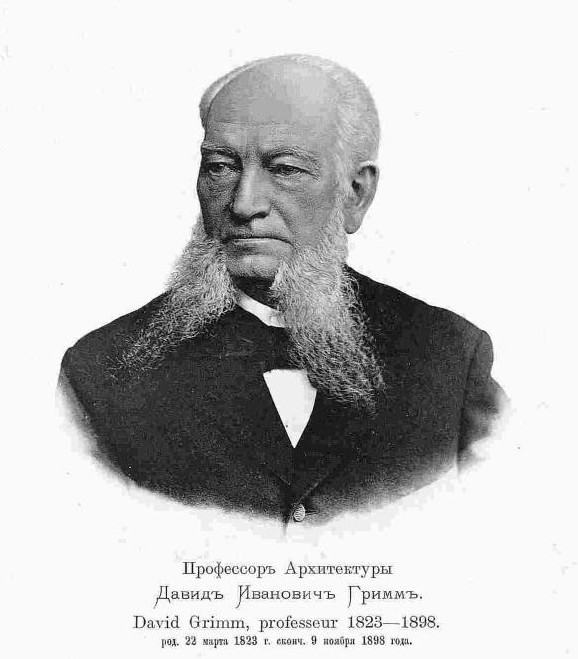
Dawid Grimm

Dawid Iwanowitsch Grimm (russisch Давид Иванович Гримм, auch David Grimm geschrieben; * 22. Märzjul. / 3. April 1823greg. in Sankt Petersburg; † 28. Oktoberjul. / 9. November 1898greg. ebenda) war ein russischer Architekt und Forscher des Byzantinischen Reiches, Georgiens und Armeniens. Grimm gehörte zur zweiten Generation von Architekten, die dem neobyzantinischen Stil im russischen Reich zuzuordnen sind. Er entwarf die Kathedrale in Tiflis und kleinere Kirchen in Russland und Westeuropa. Grimm war langjähriger Professor an der Petersburger Akademie der Künste und leitete sein Architekturbüro von 1887 bis 1892.

## Leben

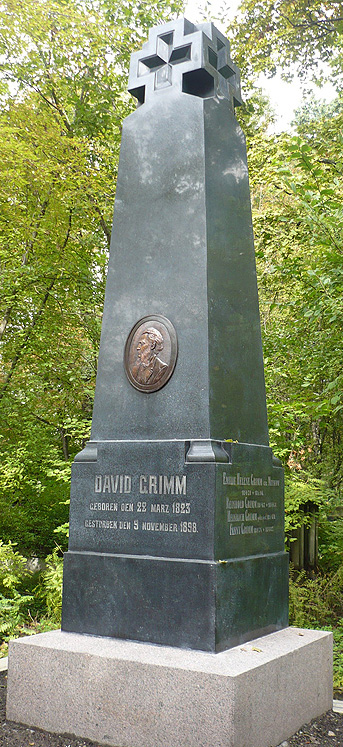
Grabstätte von Dawid Grimm auf dem Smolensker Friedhof in Sankt Petersburg

Dawid Grimm entstammte aus einer protestantischen Familie aus Deutschland, von wo sie in den 1760er Jahren wegen Glaubensbedrängungen nach Russland übergesiedelt war. Seine Ausbildung begann Grimm 1840 in der Bildhauerklasse an der Kaiserlichen Akademie der Künste in Sankt Petersburg. Er wechselte jedoch schon nach einem Jahr in die Klasse für Architektur zu Professor Alexander Brüllow. Dort erhielt er zum Abschluss seines Studiums für seine Entwürfe eine Kleine und die Großen Silbernen Medaille. 
Weiterhin erhielt er die Berechtigung, 1848 von der Akademie zu Studienzwecken in das Ausland entsandt zu werden. Dies wurde ihm zunächst durch Zar Nikolaus I. wegen der revolutionären Bewegungen in Deutschland verboten, 1850 doch genehmigt mit der Auflage, zuvor die Architektur der Kaukasus-Gebiete zu erforschen. Zahlreiche Bauwerke nahm er so auf und veröffentlichte sie unter dem Titel „Monuments d’architecture en Géorgie et en Arménie“. Die Einleitung und Reisebeschreibung waren auf Französisch verfasst, auf den Bildtafeln fanden sich jedoch immer dreisprachige Bildunterschriften auf Deutsch, Russisch und Französisch.
Grimm reiste auch durch die Türkei, nach Griechenland, Italien, Frankreich und Deutschland. 1855 kehrte Grimm nach St. Petersburg zurück. Auf Grund der umfangreichen Dokumentationen wurde er in die Akademie der Architektur gewählt. Außerdem war er im Ministerium für Verkehr beschäftigt. Von seinen zahlreiche Kirchenentwürfen sind große Teile auch zur Ausführung gebracht worden. Von 1860 bis 1887 war Grimm außerdem leitender Professor für Architektur an der Akademie der Künste. Von 1887 bis 1892 war er Rektor der Akademie. Da er gewissen Ansichten des neuernannten Vizepräsidenten der Akademie, des Grafen Tolstoi, nicht zustimmen konnte, verzichtete er im Jahre 1892 auf diese Stellung und wurde zum Ehrenmitglied der Akademie gewählt.

## Bauwerke

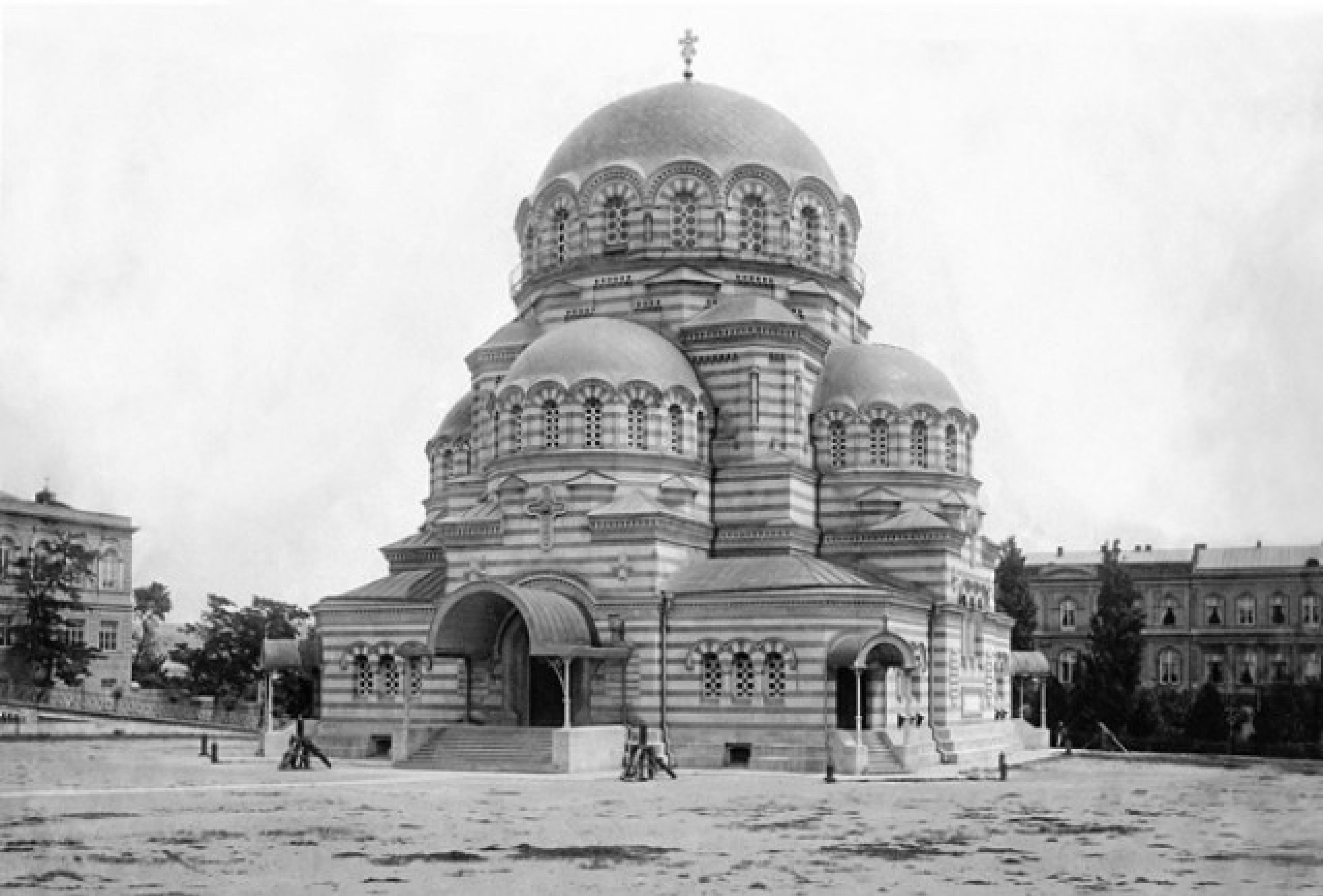
Alexander-Newski-Kathedrale

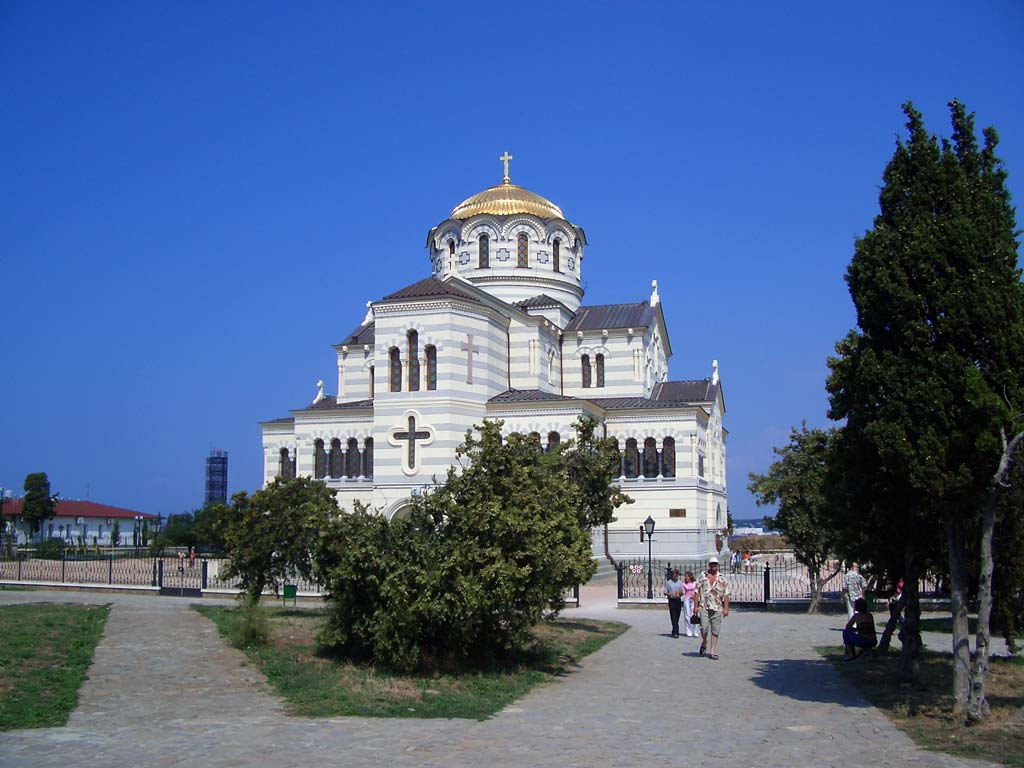
Wladimir-Kathedrale

- die Kirche auf dem Gutshof des Großfürsten Michael Nikolajewitsch bei Petershof,
- die Kapelle am Sterbeort des Thronfolgers Nikolai Alexandrowitsch in Nizza,
- die russische Kreuzerhöhungskathedrale in Genf,
- die Wladimir-Kathedrale in Chersonesos bei Sewastopol,
- die Alexander-Newski-Kathedrale in Tiflis,
- die Alexander-Newski-Kirche in Kopenhagen,
- die russische Kirche in Gethsemane

## Denkmäler
- Denkmal Peters des Großen in Shitomir,
- Denkmal der Kaiserin Katharina II. in St. Petersburg
- das Siegesdenkmal vor der Dreieinigkeitskirche in St. Petersburg

## Schriften
David-Ivanovic Grimm: Monuments d’architecture byzantine en Georgie et en Armenie. Verlag A. Beggrow, Sankt Petersburg 1864.